# 毛细齿崖爬藤
毛细齿崖爬藤（学名：Tetrastigma napaulense var. puberulum）为葡萄科崖爬藤属细齿崖爬藤的变种。分布在中国大陆的西藏、云南等地，生长于海拔1,300米至2,100米的地区，一般生长在溪边灌丛中或林中，目前尚未由人工引种栽培。